# Nekrolog 1568
Nekrolog
◄◄
| ◄
| 1564
| 1565
| 1566
| 1567
| 1568 | 1569 | 1570 | 1571 | 1572 | ► | ►►
Weitere Ereignisse | Allgemeiner Nekrolog 1568
Die Beschreibung der verstorbenen Person sollte so kurz wie möglich gehalten sein und nur deren signifikante Tätigkeit(en) enthalten.
Neue Namen ggf. auch unter dem Geburts- und Sterbedatum, also etwa unter 1. Januar und im Geburts- und Sterbejahr (2024) eintragen (nur bei entsprechender großer Wichtigkeit). Für Beispiele siehe die schon vorhandenen Artikel.
Außerdem über die fünf zuletzt Verstorbenen, zu denen es einen ausreichend guten Artikel für eine Präsentation auf der Hauptseite gibt, nach der todesbedingten Überarbeitung der Artikel ggf. auch unter Wikipedia Diskussion:Hauptseite informieren und sie am besten auch in den anderen Wikipedia-Sprachversionen eintragen. Tipp: Regelmäßig bei news.google.de nach „ist tot“, „gestorben“ oder „verstorben“ suchen.
Wenn eine Person gestorben ist, gibt es viele Seiten zu dieser Person in der Wikipedia, die davon auch betroffen sind und entsprechend aktualisiert werden müssen. Beispiele: Namenübersichtsseite, Geburtsjahr, Geburtsort-Seiten und viele mehr.
Wie finde ich die betroffenen Seiten?
Im Suchfeld auf der linken Seite gibt man den Suchbegriff so ein: „Vorname Nachname“. Dann klickt man auf Volltext und alle Seiten mit entsprechendem Suchtext werden aufgerufen. Hier sieht man dann schnell, wo auch das Todesjahr Sinn macht oder sogar ein Teil des Artikels angepasst werden muss. Auch hilft das „Werkzeug“ auf der linken Seite sehr gut, um solche Seiten aufzufinden: „Links auf diese Seite“. Somit ist die Wikipedia wieder aktuell in allen Bereichen! Hinweis: bei Eintragung der Kategorie „Gestorben JAHR“ wird der Missbrauchsfilter 49 ausgelöst, was jedoch nicht schlimm ist. Siehe: Spezial:Missbrauchsfilter/49
Dies ist eine Liste von im Jahr 1568 verstorbenen bekannten Persönlichkeiten. Die Einträge erfolgen innerhalb der einzelnen Daten alphabetisch sortiert. Tiere sind im Nekrolog für Tiere zu finden.

## Januar
| Tag        | Name             | Beruf, bekannt als                                             | Alter | Beleg |
| ---------- | ---------------- | -------------------------------------------------------------- | ----- | ----- |
| 6. Januar  | Clemente d’Olera | italienischer Kardinal                                         | 66    |       |
| 15. Januar | Miklós Oláh      | ungarischer Erzbischof, Schriftsteller, Politiker und Theologe | 75    |       |
| 16. Januar | Magdalena Zeger  | Kalendermacherin sowie Astronomin und Astrologin               |       |       |
| 25. Januar | Kilian Goldstein | deutscher Jurist                                               | 68    |       |
| 26. Januar | Catherine Grey   | Angehörige des englischen Hochadels                            | 27    |       |

## Februar
| Tag         | Name                                 | Beruf, bekannt als                                                          | Alter | Beleg |
| ----------- | ------------------------------------ | --------------------------------------------------------------------------- | ----- | ----- |
| 12. Februar | Rembert von Kerssenbrock             | Bischof im Erzbistum Paderborn                                              |       |       |
| 15. Februar | Heinrich von Brederode               | Vorkämpfer für die Befreiung der Niederländer von der spanischen Herrschaft | 36    |       |
| 25. Februar | Philipp Georg Schenk zu Schweinsberg | Fürstabt von Fulda                                                          |       |       |

## März
| Tag      | Name                                            | Beruf, bekannt als                                          | Alter | Beleg |
| -------- | ----------------------------------------------- | ----------------------------------------------------------- | ----- | ----- |
| 11. März | Alexandru Lăpușneanu                            | Wojwode des Fürstentums Moldau                              |       |       |
| 12. März | Cyriacus Lindemann                              | deutscher Pädagoge                                          |       |       |
| 20. März | Albrecht                                        | Hochmeister des Deutschen Ordens, erster Herzog von Preußen | 77    |       |
| 20. März | Anna Maria von Braunschweig-Calenberg-Göttingen | Herzogin von Preußen                                        | 35    |       |

## April
| Tag       | Name                | Beruf, bekannt als                                                   | Alter | Beleg |
| --------- | ------------------- | -------------------------------------------------------------------- | ----- | ----- |
| 16. April | Guglielmo Gratorolo | italienischer Alchemist                                              | 51    |       |
| 28. April | Franz Kram          | deutscher Rechtswissenschaftler und kurfürstlich sächsischer Kanzler |       |       |
| 30. April | Ludovico Simonetta  | Kardinal der katholischen Kirche                                     |       |       |

## Mai
| Tag     | Name                     | Beruf, bekannt als                                                               | Alter | Beleg |
| ------- | ------------------------ | -------------------------------------------------------------------------------- | ----- | ----- |
| 6. Mai  | Bernardo Salviati        | Kardinal der römisch-katholischen Kirche                                         |       |       |
| 11. Mai | Spytek Wawrzyniec Jordan | polnischer Adeliger, Starost und Woiwode                                         |       |       |
| 13. Mai | Sophia von Pommern       | Königin von Dänemark und Norwegen, sowie Herzogin von Schleswig-Holstein-Gottorf |       |       |
| 23. Mai | Johann von Ligne         | Graf, später Reichsgraf, von Arenberg (1547–1568)                                |       |       |
| 23. Mai | Adolf von Nassau         | Graf von Nassau                                                                  | 27    |       |

## Juni
| Tag      | Name                                    | Beruf, bekannt als                                                   | Alter | Beleg |
| -------- | --------------------------------------- | -------------------------------------------------------------------- | ----- | ----- |
| 3. Juni  | Andrés de Urdaneta                      | spanischer Entdecker und Schriftsteller                              |       |       |
| 5. Juni  | Lamoral von Egmond                      | Ritter und Statthalter von Flandern und Artois                       | 45    |       |
| 5. Juni  | Philippe de Montmorency, Graf von Hoorn | niederländischer Admiral und Freiheitskämpfer                        |       |       |
| 11. Juni | Heinrich II.                            | Herzog zu Braunschweig-Lüneburg, Fürst von Braunschweig-Wolfenbüttel | 78    |       |
| 18. Juni | Pierre Eyquem de Montaigne              | Bürgermeister von Bordeaux, Vater von Michel de Montaigne            | 72    |       |
| 26. Juni | Thomas Young                            | englischer Erzbischof                                                |       |       |

## Juli
| Tag      | Name              | Beruf, bekannt als                                      | Alter | Beleg |
| -------- | ----------------- | ------------------------------------------------------- | ----- | ----- |
| 6. Juli  | Johannes Oporinus | Schweizer Buchdrucker                                   | 61    |       |
| 7. Juli  | William Turner    | britischer Ornithologe und Botaniker                    |       |       |
| 21. Juli | Erasmus Flock     | deutscher Mathematiker, Astronom, Dichter und Mediziner | 54    |       |
| 24. Juli | Don Carlos        | Sohn von König Philipp II. von Spanien                  | 23    |       |
| Juli     | Stephan Zirler    | deutscher Komponist und Hofbeamter                      |       |       |

## August
| Tag        | Name                   | Beruf, bekannt als                                                    | Alter | Beleg |
| ---------- | ---------------------- | --------------------------------------------------------------------- | ----- | ----- |
| 15. August | Bernardino della Croce | Schweizer Sekretär des Kardinals Alessandro Farnese, Bischof von Como |       |       |
| 15. August | Stanislaus Kostka      | Heiliger der katholischen Kirche                                      | 17    |       |
| 21. August | Jean de la Valette     | 49. Großmeister des Malteserordens                                    |       |       |
| 25. August | Hans Rebmann           | Reformierter Theologe                                                 |       |       |

## September
| Tag           | Name                 | Beruf, bekannt als                                           | Alter | Beleg |
| ------------- | -------------------- | ------------------------------------------------------------ | ----- | ----- |
| 11. September | Paul Wibbeking       | Ratsherr und Bürgermeister der Hansestadt Lübeck             |       |       |
| 12. September | Antonius Heistermann | deutscher Rechtswissenschaftler, Richter und Hochschullehrer | ~30   |       |
| 20. September | Christian Lotichius  | Stellvertretender Abt des Klosters Schlüchtern               |       |       |
| 26. September | Leonor de Cisnere    | spanische evangelische Märtyrerin                            |       |       |
| 29. September | Wilhelm Gnapheus     | Humanist und Gelehrter                                       |       |       |

## Oktober
| Tag         | Name                         | Beruf, bekannt als                                                                                         | Alter | Beleg |
| ----------- | ---------------------------- | --- | ----- | ----- |
| 3. Oktober  | Elisabeth von Valois         | Tochter von Heinrich II. von Frankreich und Catharina de’ Medici, Gattin von König Philipp II. von Spanien | 23    |       |
| 10. Oktober | Eitel Dietrich von Gemmingen | Grundherr in Steinegg                                                                                      |       |       |
| 14. Oktober | Jakob Arcadelt               | niederländischer Komponist und Kapellmeister                                                               | 61    |       |
| 18. Oktober | Eberhard von Varendorff      | geistlicher Würdenträger des Erzbistums Bremen                                                             |       |       |
| 19. Oktober | Johannes Aurifaber           | lutherischer Theologe und Reformator                                                                       | 51    |       |
| 28. Oktober | Ashikaga Yoshihide           | 14. Shogun des Ashikaga-Shogunates                                                                         |       |       |

## November
| Tag          | Name                           | Beruf, bekannt als                                           | Alter | Beleg |
| ------------ | ------------------------------ | ------------------------------------------------------------ | ----- | ----- |
| 3. November  | Nicholas Carr                  | englischer Gräzist und Arzt                                  |       |       |
| 6. November  | Anna von Braunschweig-Lüneburg | Herzogin von Pommern                                         | 65    |       |
| 12. November | Georg Forster                  | deutscher Arzt, Komponist und Herausgeber von Liedsammlungen |       |       |
| 19. November | Vitellozzo Vitelli             | italienischer Kardinal                                       |       |       |
| 27. November | Erasmus Schenk von Limpurg     | Bischof von Straßburg                                        | 61    |       |

## Dezember
| Tag          | Name                   | Beruf, bekannt als               | Alter | Beleg |
| ------------ | ---------------------- | -------------------------------- | ----- | ----- |
| 1. Dezember  | Luigi Tansillo         | italienischer Dichter            |       |       |
| 4. Dezember  | Johann Schneidewein    | deutscher Jurist                 | 48    |       |
| 11. Dezember | Gianbernardino Scotti  | Kardinal der katholischen Kirche |       |       |
| 23. Dezember | Friedrich IV. von Wied | Erzbischof des Erzbistums Köln   |       |       |
| 24. Dezember | Heinrich V. von Plauen | Burggraf von Meißen              | 35    |       |
| 28. Dezember | Christoph              | Herzog von Württemberg           | 53    |       |
| 28. Dezember | Johann Geletzki        | deutscher Kirchenlieddichter     |       |       |
| 30. Dezember | Roger Ascham           | englischer Pädagoge              |       |       |

## Datum unbekannt
| Tag | Name                             | Beruf, bekannt als                                                               | Alter | Beleg |
| --- | -------------------------------- | -------------------------------------------------------------------------------- | ----- | ----- |
|     | Amato Lusitano                   | portugiesisch-jüdischer Arzt und Botaniker                                       |       |       |
|     | Nanni di Baccio Bigio            | italienischer Maler, Bildhauer und Architekt                                     |       |       |
|     | Pierre Bontemps                  | französischer Bildhauer                                                          |       |       |
|     | Ñuflo de Chávez                  | spanischer Conquistador                                                          |       |       |
|     | Gilles Corrozet                  | französischer Verleger, Historiker und Schriftsteller                            |       |       |
|     | Lodovico Dolce                   | italienischer Humanist, Schriftsteller, Dichter, Übersetzer und Kunsttheoretiker |       |       |
|     | Johann Wilhelm von Fürstenberg   | Landmeister des Deutschen Ordens in Livland                                      |       |       |
|     | Guaicaipuro                      | Stammesführer des karibischen Teques-Stammes                                     |       |       |
|     | Antoine Héroët                   | französischer Höfling, Dichter und Bischof                                       |       |       |
|     | Khedrub Gendün Tenpa Dargye      | 22. Ganden Thripa                                                                |       |       |
|     | Heinrich Lautensack              | deutscher Goldschmied und Maler                                                  |       |       |
|     | Hoyko Manninga                   | ostfriesischer Häuptling                                                         |       |       |
|     | Bartholomäus Mercator            | deutsch-niederländischer Kartograf und Kosmograf                                 | 28    |       |
|     | Garcia da Orta                   | Pionier der Botanik und Pharmazie                                                |       |       |
|     | Jakub Ostroróg                   | polnischer Generalstarost von Großpolen, Reformator                              |       |       |
|     | Stanisław Ostroróg               | polnischer Kastellan, Generalstarost von Großpolen, Reformator                   |       |       |
|     | Onofrio Panvinio                 | italienischer Theologe, Kirchenhistoriker und Antiquar                           |       |       |
|     | Dirk Philips                     | niederländischer Theologe und Mitbegründer der Mennoniten                        |       |       |
|     | Obbe Philips                     | Anführer der nach ihm benannten Gruppe von Täufern, den Obbeniten                |       |       |
|     | Heinrich Vogtherr der Jüngere    | deutscher Maler, Zeichner, Holzschneider und Radierer                            |       |       |
|     | Thomas Wharton, 1. Baron Wharton | englischer Peer und Politiker                                                    |       |       |
|     | Paul Widemann                    | deutscher Steinmetz, Bildhauer, Werkmeister und Baumeister                       |       |       |